# Ed O'Neill
Edward Phillip O'Neill (Youngstown, 12 aprile 1946) è un attore statunitense.
È noto soprattutto per l'interpretazione di Al Bundy, padre di famiglia pigro e pantofolaio protagonista della serie Sposati... con figli, e per il ruolo di Jay Pritchett nella serie Modern Family.

## Biografia
O'Neill è nato in una famiglia cattolica irlandese a Youngstown, nell'Ohio. Sua madre, Ruth Ann Quinlan, era una casalinga e un'assistente sociale mentre il padre, Edward Phillip O'Neill Sr. era un operaio in un'acciaieria e un camionista. Si diplomò alla Ursuline High School e continuò gli studi alla Ohio University, dove fu membro della confraternita Delta Sigma Phi, e alla Youngstown State University, dove giocò a football, con i Pittsburgh Steelers nel 1969 come linebacker esterno, ma la sua carriera finì prima dell'inizio della stagione ufficiale. Fu anche insegnante di studi sociali alla Ursuline High School, prima di diventare attore.
Debuttò a teatro, in una produzione di John Steinbeck dell'opera Of Mice and Men all'American Repertory Theater di Cambridge (Massachusetts). Fece il suo debutto al cinema con il film Un tranquillo weekend di paura di John Boorman in cui interpretava un deputato. Apparve inoltre in diverse pubblicità. È conosciuto soprattutto per il suo ruolo di Al Bundy in Sposati... con figli, una sit-com basata sulla vita di una famiglia di Chicago. Fu tra le serie più famose della Fox Network e andò in onda dal 5 aprile 1987 al 9 giugno 1997. Durante e a seguito del successo della serie, apparve in molti film come Il collezionista di ossa, Piccoli campioni e Dutch. Ha interpretato anche alcuni camei tra cui in Fusi di testa e Fusi di testa 2 ed è apparso come re dei Troll ne Il magico mondo delle favole. Ha fatto una breve apparizione nel varietà comico In Living Color, interpretando il campione "Dirty Dozens". Interpreta anche un altro cameo in 8 semplici regole dove interpreta un vecchio fidanzato di Cate Hennessy.
Dick Wolf, creatore del franchise Law & Order, lo ingaggiò per il ruolo del sergente Joe Friday, lo stesso che fu di Jack Webb nella serie televisiva Dragnet, in onda sulla ABC per due stagioni. Successivamente, ebbe un ruolo nella serie televisiva West Wing - Tutti gli uomini del Presidente, interpretando il Governatore Eric Baker. Interpretò anche Bill nella serie televisiva della HBO John from Cincinnati. Nel 2009, ritorna al successo con la pluripremiata sitcom Modern Family, dove interpreta il ruolo di Jay Pritchett, ruolo che gli è valso tre nomitation agli Emmy Award. Nel gennaio 2009, insieme a David Faustino (che interpretava suo figlio in Sposati... con figli), interpreta due episodi nello show di DAvid Faustino Star-ving. Ed, insieme all'intero cast di Sposati... con figli partecipò alla settima edizione del TV Land Award, presentato da Dr. Phil.

## Vita privata
È sposato dal 1986 con l'attrice Catherine Rusoff. Nel 1989 la coppia si separò, per poi riconciliarsi nel 1993; hanno avuto due figlie.
Dopo aver conosciuto il Jiu jitsu brasiliano tramite l'amico John Milius, ha cominciato a praticare assiduamente quest'arte marziale sotto Rorion Gracie, ricevendo la cintura nera nel dicembre 2007.

## Filmografia

### Attore

#### Cinema
- Un tranquillo weekend di paura (Deliverance), regia di John Boorman (1972)
- Cruising, regia di William Friedkin (1980)
- I mastini della guerra (The Dogs of War), regia di John Irvin (1980)
- Crimine disorganizzato (Disorganized Crime), regia di Jim Kouf (1989)
- Un poliziotto a 4 zampe (K-9), regia di Rod Daniel (1989)
- Le avventure di Ford Fairlane (The Adventures of Ford Fairlane), regia di Renny Harlin (1990)
- Scappatella con il morto (Sibling Rivalry), regia di Carl Reiner (1990)
- Dutch è molto meglio di papà (Dutch), regia di Peter Faiman (1991)
- Fusi di testa (Wayne's World), regia di Penelope Spheeris (1992)
- Fusi di testa 2 - Waynestock (Wayne's World 2), regia di Stephen Surjik (1993)
- Basta vincere (Blue Chips), regia di William Friedkin (1994)
- Piccoli campioni (Little Giants), regia di Duwayne Dunham (1994)
- Prefontaine, regia di Steve James (1997)
- Il prigioniero (The Spanish Prisoner), regia di David Mamet (1997)
- Il collezionista di ossa (The Bone Collector), regia di Phillip Noyce (1999)
- Magic Numbers - Numeri magici (Lucky Numbers), regia di Nora Ephron (2000)
- Nobody's Baby, regia di David Seltzer (2001)
- Spartan, regia di David Mamet (2004)
- Redbelt, regia di David Mamet (2008) - cameo
- Entourage, regia di Doug Ellin (2015) - cameo
- Sun Dogs, regia di Jennifer Morrison (2017)
- L'ultimo turno (The Last Shift), regia di Andrew Cohn (2020)

#### Televisione
- The Day the Women Got Even, regia di Burt Brinckerhoff - film TV (1980)
- Destini (Another World) - soap opera, 2 puntate (1981)
- Legittima accusa (Farrell for the People), regia di Paul Wendkos - film TV (1982)
- When Your Lover Leaves, regia di Jeff Bleckner - film TV (1983)
- Miami Vice - serie TV, 1 episodio (1984)
- Hunter - serie TV, 1 episodio (1985)
- Braker, regia di Victor Lobl - film TV (1985)
- Un giustiziere a New York (The Equalizer) - serie TV, 1 episodio (1985)
- A Winner Never Quits, regia di Mel Damski - film TV (1986)
- Il braccio violento della legge 3 (Popeye Doyle), regia di Peter Levin - film TV (1986)
- Spenser (Spenser: For Hire) - serie TV, 1 episodio (1986)
- Quando morire (Right to Die), regia di Paul Wendkos - film TV (1987)
- Sposati... con figli (Married with Children) - serie TV, 260 episodi (1987-1997)
- Arena di gladiatori (Police Story: Gladiator School), regia di James Darren - film TV (1988)
- Voci nella notte (Midnight Caller) - serie TV, 1 episodio (1988)
- A Very Retail Christmas, regia di Paul Fusco - film TV (1990)
- Una famiglia da proteggere (The Whereabouts of Jenny), regia di Gene Reynolds - film TV (1991)
- Top of the Heap - serie TV, 1 episodio (1991)
- Nick's Game, regia di Robert Singer - film TV (1993)
- W.E.I.R.D. World, regia di William Malone - film TV (1995)
- Il magico regno delle favole (The 10th Kingdom) - miniserie TV (2000)
- Big Apple - serie TV, 8 episodi (2001)
- Dragnet - serie TV, 22 episodi (2003–2004)
- In the Game, regia di James Widdoes - film TV (2004)
- West Wing - Tutti gli uomini del Presidente (West Wing) - serie TV, 4 episodi (2004-2005)
- 8 semplici regole (8 Simple Rules) - serie TV, 1 episodio (2005)
- Twenty Good Years - serie TV, 1 episodio (2006)
- The Unit - serie TV, 1 episodio (2006)
- Inseparable, regia di Pamela Fryman - film TV (2006)
- John from Cincinnati - serie TV, 10 episodi (2007)
- Modern Family - serie TV, 250 episodi (2009–2020)
- Star-ving - serie TV, 2 episodi (2009)
- Weird City - serie TV, 1 episodio (2019)

### Cortometraggi
- Supervisors, regia di Steven Katten (1982)
- Steel Valley, regia di Eric Murphy (2005)
- Lost Masterpieces of Pornography, regia di David Mamet (2010)

### Doppiatore
- Kick Chiapposky - Aspirante stuntman (Kick Buttowski: Suburban Daredevil) - serie TV, 1 episodio (2011)
- Manny tuttofare (Handy Manny) - serie TV, 1 episodio (2011)
- I pinguini di Madagascar (The Penguins of Madagascar) - serie TV, 1 episodio (2011)
- Ralph Spaccatutto (Wreck-It Ralph), regia di Rich Moore (2012)
- Disney Infinity 3.0 - videogioco (2015)
- I Griffin (Family Guy) - serie TV, 1 episodio (2015)
- Alla ricerca di Dory (Finding Dory), regia di Andrew Stanton (2016)
- Alla ricerca di Dory - Interviste al parco oceanografico (Finding Dory: Marine Life Interviews), regia di Ross Stevenson - cortrometraggio (2016)
- Ralph spacca Internet (Ralph Breaks the Internet), regia di Phil Johnston e Rich Moore (2018)

## Doppiatori italiani
Nelle versioni in italiano dei suoi film, Ed O'Neill è stato doppiato da:
- Stefano De Sando in Magic Numbers - Numeri magici, Modern Family
- Giorgio Lopez ne Il collezionista di ossa, Spartan
- Luigi Montini in Sposati... con figli
- Renato Cortesi in Un poliziotto a 4 zampe
- Franco Zucca in Miami Vice
- Diego Reggente in West Wing - Tutti gli uomini del Presidente
- Marco Mete in Scappatella con il morto
- Angelo Maggi in Prefontaine
- Nino Prester ne Il magico regno delle favole
- Dario Penne in Dragnet
- Paolo Buglioni in Piccoli campioni
- Mario Bombardieri in Fusi di testa
- Paolo Lombardi in The Unit
- Fabrizio Pucci in Dutch è molto meglio di papà
- Enzo Avolio in Entourage

Da doppiatore è stato sostituito da:
- Enrico Di Troia in Ralph Spaccatutto, Ralph spacca Internet
- Ugo Maria Morosi in Alla ricerca di Dory

## Premi e candidature
Golden Globe
- 1992: Candidato, "Best Performance by an Actor in a TV-Series - Comedy/Musical" - Sposati... con figli
- 1993: Candidato, "Best Performance by an Actor in a TV-Series - Comedy/Musical" - Sposati... con figli

Screen Actors Guild Award
- 2010: Candidato, "Outstanding Performance by an Ensemble in a Comedy Series" - Modern Family

TV Land Award
- 2009: Vinto, "Innovator Award" - Sposati... con figli